# Sarah Cruddas
Sarah Cruddas (née le 8 décembre 1984 au Pays de Galles) est une journaliste, physicienne et animatrice de télévision anglaise.

## Jeunesse et formation
Cruddas grandit dans le East Yorkshire. Elle fréquente la South Hunsley School (en), puis le Wyke College (en) de Hull, où elle obtient une formation en mathématiques, physique et chimie. Elle remporte le prix Young Scientist 2000 et participe au Space Camp de la NASA.
Elle obtient un baccalauréat universitaire en physique avec une spécialité en astrophysique de l'université de Leicester et un diplôme d'études supérieures en journalisme de grande diffusion de l'université de Westminster.

## Carrière
Cruddas commence sa carrière comme journaliste à BBC Coventry & Warwickshire (en) et BBC Hereford & Worcester (en), puis à BBC Radio 1Xtra et Talksport.
En juillet 2008, elle présente la météorologie à l'émission Look North de la BBC ainsi qu'à des radio locales telles BBC Radio Humberside (en), BBC Lincolnshire (en), BBC Radio Leeds (en), BBC Radio Sheffield (en) et BBC Radio York (en),. À la même époque, elle développe des émissions à contenus scientifiques pour BBC 4 et BBC 2 et travaille comme journaliste scientifique pour Five Live.
En novembre 2011, elle quitte Look North pour travailler comme correspondante scientifique basée à Salford pour BBC North West Tonight (en). Cruddas fait également des reportages pour BBC News et présente des films pour BBC Learning. 
Après avoir quitté la BBC à l'été 2012, elle travaille comme animatrice et journaliste indépendante. Elle fait des apparitions à Sky News, Channel 5 News et ITV ainsi qu'à BBC News, Channel 4 News et Horizons Business sur BBC World. 
Elle a également été animatrice à BBC Radio 4 et a travaillé comme journaliste pour BBC World Service Radio ainsi que BBC GNS. Elle a aussi écrit pour le The Sunday Times, New Scientist, BBC Futures, Sky at Night Magazine, BBC Online, BBC Focus, Grazia magazine et Science Uncovered.
Cruddas a également travaillé comme journaliste à l'étranger, couvrant des pays tels l'Australie, l'Arctique, la Chine, la Corée du Nord et le Tibet.